# Huelga ferrocarrilera mexicana de 1936
La huelga ferrocarrilera en México de 1936 fue una huelga laboral que estalló el 18 de mayo de 1936. A las 5:00 pm, los silbatos de las locomotoras empezaron a pitar, dando la señal de que se detuvieran las máquinas y se colocaran un distintivo rojo en las solapas.
A las 5:30, los silbatos terminaron de hacer ruido y 45 mil obreros se encontraban en huelga. A las 6:45, la huelga fue declarada inexistente por el presidente Lázaro Cárdenas del Río. 
La CTM condenó el laudo y llamó a realizar un paro en apoyo a los ferrocarrileros. En aquel entonces el gobierno tenía el 51% de acciones de Ferrocarriles Mexicanos, sin embargo, enfrentaba fuertes presiones por las grandes deudas que tenía la empresa. Luego de esta acción del gobierno, en noviembre de 1936, el Congreso aprobó la Ley de Expropiación. El 23 de junio de 1937 se aplicó esta ley. Con esto, el gobierno de Lázaro Cárdenas del Río expropió a los Ferrocarriles Nacionales de México. El 1 de mayo de 1938 se entregó la empresa a los trabajadores para que la administraran.
A pesar de que los trabajadores recibieron una empresa en condiciones ruinosas y sin capital, el gobierno se hizo cargo de la deuda. Sin embargo, la falta de fondos seguía afectando a la empresa.
El sindicato era entonces, al mismo tiempo la empresa y el sindico. En 1940, la administración obrera concluyó.